# 北鉄自動車学校

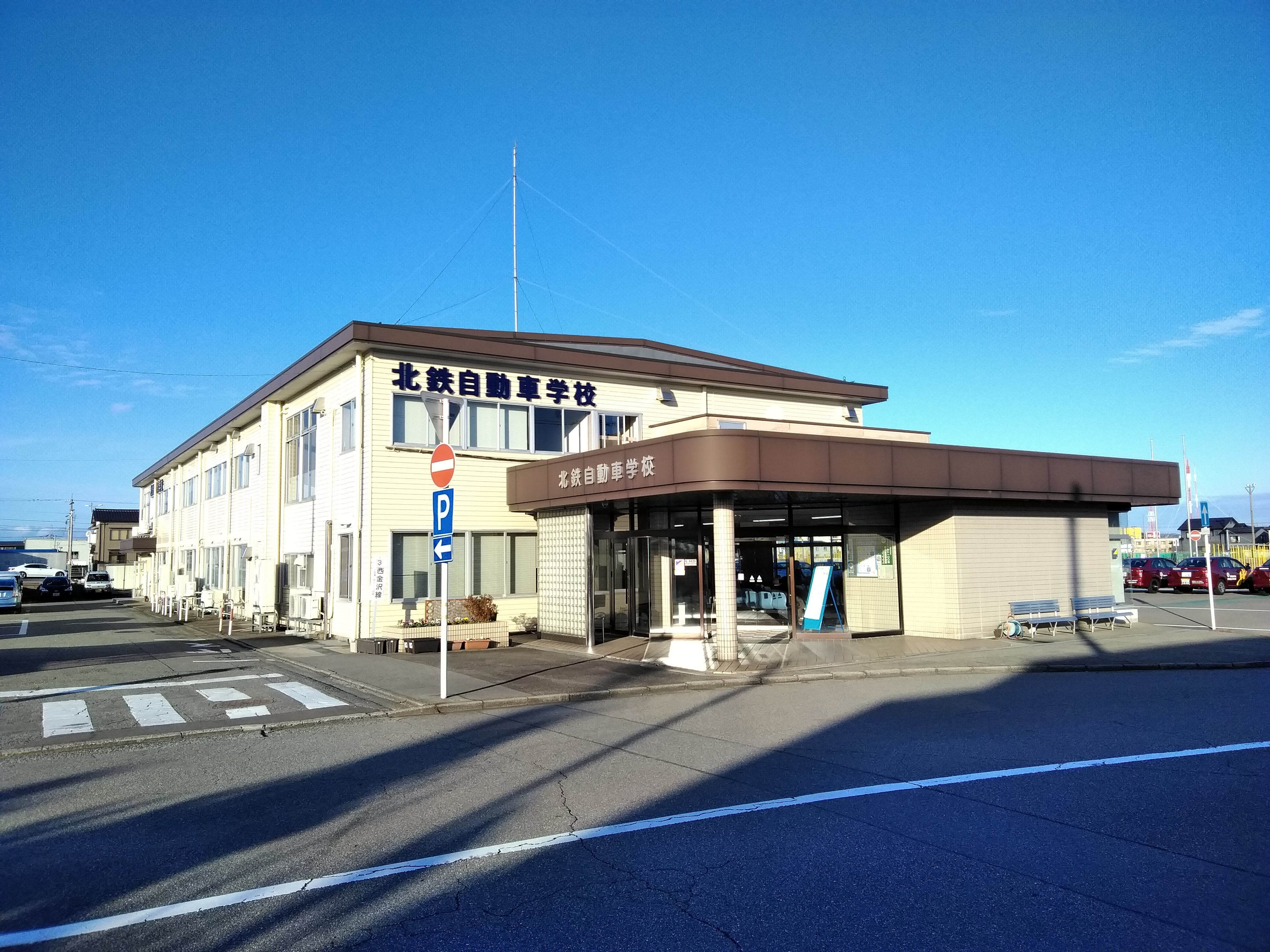
北鉄自動車学校

北鉄自動車学校（ほくてつじどうしゃがっこう）は、石川県野々市市にある指定自動車教習所である。北陸鉄道のグループ会社である北陸自動車興業株式会社が運営しており、本校と同社の所在地は同じである。

## 所在地
- 〒921-8847　石川県野々市市蓮花寺町230番地北緯36度31分46.2秒 東経136度35分37.7秒 / 北緯36.529500度 東経136.593806度座標: 北緯36度31分46.2秒 東経136度35分37.7秒 / 北緯36.529500度 東経136.593806度

## 教習車種
- 大型自動車（II種のみ）
- 普通自動車（I・II種）
- 自動二輪車
- 大型特殊自動車
- 牽引自動車